# Naval Sea Systems Command
Naval Sea Systems Command (NAVSEA) największe z pięciu dowództw technicznych United States Navy, odpowiedzialne za zakupy, opracowywanie założeń, projektów wstępnych i projektów okrętów oraz broni Marynarki Wojennej Stanów Zjednoczonych, a także nadzorujące prace naukowo-badawcze i konstrukcyjne oraz budowę tych jednostek. NAVSEA kieruje także wykorzystaniem jednostek marynarki pod względem technicznym, remontami i bieżącymi naprawami okrętów.